# Zethus quadridentatus
Zethus quadridentatus är en stekelart som beskrevs av Cameron 1902. Zethus quadridentatus ingår i släktet Zethus och familjen Eumenidae. Inga underarter finns listade i Catalogue of Life.